# 偰
偰（せつ）は、漢姓の一つ。

## 中国の姓
偰（せつ、Xiè）は、漢姓の一つである。

### 出自
中国においては、古くは、周の武王が薊（現在の北京市付近）に封じた黄帝の末裔の子孫として文献に現われるが、これは𨜒〔契+阝（おおざと）〕氏・契氏・偰氏などと表記に揺れがある。この姓は、阝（おおざと）が付くことから、封地あるいは封国の名に由来するものであると推測される（漢姓#中国の姓の分類も参照）。
また、堯の臣下で司徒となり、舜・禹の下でもその地位を歴任した上述の黄帝の末裔の子孫である契（商（殷）の祖先）が偰氏を伝えたが、後に契氏に改めたという。なお、殷（契）の姓が子とされているので混乱するかもしれないが、この時代は姓と氏とは違う概念のものである。姓は母系血統、氏は父系血統を指すものであった（詳しくは、漢姓#姓と氏、同じく漢姓#中国の姓氏の起源参照）。
次に、後に朝鮮へ移住して偰（ソル）氏となった一族（後述）については、その出自について二つの説がある。
一つは、祖先が高車人であって唐代に回鶻（ウイグル）人となったものが、偰輦傑河に居住していたため、その頭文字を取って偰氏となったというものである。
もう一つは、東突厥の毘伽可汗（ビルゲ・カガン）に重用された暾欲谷（トニュクク）を先祖とする元代の色目人である。彼らは突厥部に属していたが、突厥滅亡後、回鶻に仕えることとなり、代々相国の地位を継承していたものが、偰輦傑河に居住していたため、その頭文字を姓としたというものである。
他にも、今日の回族にこの姓を持つものがある。

### 郡望
- 河南
- 溧陽

### 分布
江蘇省宜興と武進、江西省南昌と新建、上海等の地域に均しく分布している。

### 著名な人物
- 偰文質 - 元の延祐年間の吉安路ダルガチ、雲中郡侯に追封された。諡は忠襄[1]（彼の孫の偰遜が、朝鮮の偰氏（後述）の始祖となる）。
- 偰列篪 - 偰文質の子、至順元年（1330年）の進士、潮州路潮陽県ダルガチ。紅巾の乱に南昌で遭い殺害される。忠臣とされる[2]。
- 偰惟賢 - 明の嘉靖年間の進士[1]。

## 朝鮮の姓
偰（せつ、ソル、朝: 설）は、朝鮮人の姓の一つである。

### 著名な人物
- 偰遜 - 始祖、元の順帝の時の太子師傅。
- 偰長寿 - 恭譲王の時の政堂文学。著書に『小学直解』（朱熹が編纂させた儒教の初等教科書『小学』を、当代の中国口語に訳したもの）があるが、今は伝わらない[4]。
- 偰眉寿 - 太宗の時の右参賛。
- 偰循 - 世宗の時の副提学。
- 偰松雄 - 韓国の国会議員。
- 偰民錫（朝鮮語版） - 韓国の歴史講師、偰松雄の子。

### 氏族
本貫は慶州偰氏が大宗である。ウイグル族系の帰化氏族で、同じくウイグル系の帰化氏族には他に林川李氏がある。慶州偰氏の始祖はウイグル人で元の参知政事であった偰文質の孫で朝鮮に帰化した偰遜である。偰遜は元の順帝の時、端本堂正字として名声が高かったが、紅巾の乱を避けて、1358年（恭愍王7年）高麗に帰化して高麗の代表的詩人の一人に数えられた。単州知州、富原侯にも任じられた。偰というのは彼の祖先が、偰輦傑河（中国・モンゴル国境地帯）で暮らしていたからだという。偰遜の息子5兄弟の中で偰長寿（1341年～1399年）が代表的人物である。偰長寿は恭譲王の時の門下判三司事などを歴任したが鄭夢周らに追われ、流浪し、朝鮮建国後また登用されて検校門下侍中となり、慶州に籍を賜わり、これが本貫となる。弟の偰慶寿・偰眉寿も文科に合格し、偰眉寿は太宗の時判書・検校右参賛を歴任した。偰慶寿の息子の偰循も太宗の時文科に及第、世宗の時文科重試に合格して同知中枢府事にのぼりつめた。
| 氏族（地域） | 創始者                                                 | 人数（2015年） |
| ------------ | ------------------------------------------------------ | -------------- |
| 慶州偰氏     | ウイグル王国の財務大臣を祖先に持ち、高麗に帰化した偰遜 | 2,898          |
| 淳昌偰氏     |                                                        | 9              |
| 玉川偰氏     |                                                        | 15             |

### 人口と割合
| 年度   | 人口    | 世帯数   | 順位         | 割合 |
| ------ | ------- | -------- | ------------ | ---- |
| 1930年 | -       | 168世帯  | 250姓中143位 |      |
| 1960年 |         |          |              |      |
| 1985年 | 1,952人 | 442世帯  | 274姓中145位 |      |
| 2000年 | 3,298人 | 1037世帯 | 286姓中142位 |      |
| 2015年 | 2,937人 |          |              |      |

### 備考
朝鮮語では薛と同音であるため、慶州偰氏と慶州薛氏も同音である（韓国語版ウィキペディアのko:경주 설씨では同じページに同居する）。